# 心の三大欲求
心の三大欲求（こころのさんだいよっきゅう）は、心理学での概念。

## 概要
ロチェスター大学から生まれた理論が21世紀の心理学のメジャートレンドの1つを作り上げる。その理論でモチベーションはどこから生まれてくるのかが明らかにされる。それによるとモチベーションとは心の三大欲求から生まれてくるとのことである。人間が行動を起こす動機となる心からの大きな3つの欲求である。この3つというのは、他人と繋がりたいという欲求と、自分が行動を起こして達成したいという欲求と、人からやらされるのではなく自分からやりたいという欲求の3つである。
子供の教育を行う際には、心の三大欲求を押さえることで上達させられるようになる。教育においては子供というのは本人ができるようになるたいと思っているのではなく、親や指導者ができるようになってほしいと思っているものである。運動が上達することで得られるメリットは多いものの、子供自らがそれに対して明確な目的意識を持って取り組むということはあまり無い。このような場合に大人が望ましいと思っていることを子供自らがやりたいと思わせるためには心の三大欲求を重視するということである。
星友啓によると、スマートフォンを用いることで心の三大欲求を満たせるとのことである。人間がスマートフォンでのゲームにはまってしまったり、SNSに夢中になってしまったりするのは、これらを行うことで心の三大欲求を満たせるからとのことである。ゲームというのは対面やオンラインで一緒にプレイをする人たちとのつながりを与えてくれる。相手となる人がいなくてもバーチャル空間のキャラクターとの世界に没頭できる。このようにして心の三大欲求の1つであるつながりを満たせるのである。そしてゲームで難問をクリアしたりできなかったことができるようになったりすることで心の三大欲求の1つである達成感を満たすことができる。そして誰かからやらされているのではなく自分からやろうと思ってやっていることで心の三大欲求の1つである自立性を満たせるとのこと。これらのことからゲームというのは人間の心を真の意味で充実させるものとのこと。SNSやYouTubeでも同様のことが言え、このような要素をふんだんに満載しているのがスマートフォンであることから、スマートフォンとは人間の心の三大欲求を完全に満たすことができるツールとのこと。そしてスマートフォンを使っているのは悪いということではなく、むしろ心の基本的なメカニズムが働いて健全な形で充足される状態を引き出してくれるとのこと。